# Elezioni politiche suppletive in Italia del 2004
Le elezioni politiche suppletive italiane del 2004 sono le elezioni tenute in Italia nel corso del 2004 per eleggere deputati o senatori dei collegi uninominali rimasti vacanti.

## Camera dei deputati

### Collegio Lombardia 1 - 3
Le elezioni politiche suppletive nel collegio elettorale di Milano 3 si sono tenute il 24 e 25 ottobre 2004 per eleggere un deputato per il seggio lasciato vacante da Umberto Bossi (LN), dimessosi il 19 luglio 2004. Il collegio è formato da parte del territorio di Milano.
| Partito                            | Partito                                               | Candidato                          | Risultati 24-25 ottobre 2004 | Risultati 24-25 ottobre 2004 |
| Partito                            | Partito                                               | Candidato                          | Voti                         | %                            |
| ---------------------------------- | ----------------------------------------------------- | ---------------------------------- | ---------------------------- | ---------------------------- |
|                                    | L'Ulivo                                               | Roberto Zaccaria                   | 19 030                       | 51,36                        |
|                                    | Casa delle Libertà                                    | Luciano Bresciani                  | 16 101                       | 43,46                        |
|                                    | Destra Liberale                                       | Gabriele Pagliuzzi                 | 534                          | 1,44                         |
|                                    | Alternativa Sociale                                   | Stelio Traversa                    | 476                          | 1,28                         |
|                                    | Basta Tasse                                           | Luciano Garatti                    | 346                          | 0,93                         |
|                                    | No Euro                                               | Flavio Ferrario                    | 205                          | 0,55                         |
|                                    | Liberaldemocratici                                    | Anna Belardi                       | 197                          | 0,53                         |
|                                    | Nazionalpopolari                                      | Tommaso Staiti di Cuddia           | 160                          | 0,43                         |
|                                    |                                                       |                                    |                              |                              |
| Iscritti                           | Iscritti                                              | Iscritti                           | 94 763                       | 100,00                       |
| ↳ Votanti (% su iscritti)          | ↳ Votanti (% su iscritti)                             | ↳ Votanti (% su iscritti)          | 37 829                       | 39,92                        |
| ↳ Voti validi (% su votanti)       | ↳ Voti validi (% su votanti)                          | ↳ Voti validi (% su votanti)       | 37 049                       | 97,94                        |
| ↳ Schede non valide (% su votanti) | ↳ Schede non valide (% su votanti)                    | ↳ Schede non valide (% su votanti) | 780                          | 2,06                         |
| ↳ Astenuti (% su iscritti)         | ↳ Astenuti (% su iscritti)                            | ↳ Astenuti (% su iscritti)         | 56 934                       | 60,08                        |
|                                    |                                                       |                                    |                              |                              |
|                                    | Esito: collegio passa da Casa delle Libertà a L'Ulivo |                                    |                              |                              |

Fonte:

### Collegio Liguria - 10
Le elezioni politiche suppletive nel collegio elettorale di Genova - Nervi si sono tenute il 24 e 25 ottobre 2004 per eleggere un deputato per il seggio lasciato vacante da Gianfranco Cozzi (UDC), deceduto l'8 giugno 2004. Il collegio è formato da parte del territorio di Genova.
| Partito                            | Partito                                               | Candidato                          | Risultati 24-25 ottobre 2004 | Risultati 24-25 ottobre 2004 |
| Partito                            | Partito                                               | Candidato                          | Voti                         | %                            |
| ---------------------------------- | ----------------------------------------------------- | ---------------------------------- | ---------------------------- | ---------------------------- |
|                                    | L'Ulivo                                               | Stefano Zara                       | 21 064                       | 54,63                        |
|                                    | Casa delle Libertà                                    | Roberto Angelo Suriani             | 12 315                       | 31,94                        |
|                                    | Liguria Nuova                                         | Sergio Castellaneta                | 3 332                        | 8,64                         |
|                                    | Voce alla gente                                       | Franca Brignola                    | 1 046                        | 2,71                         |
|                                    | Alternativa Sociale                                   | Angelo Riccobaldi                  | 579                          | 1,50                         |
|                                    | Fronte Cristiano - No Euro                            | Massimiliano Loda                  | 221                          | 0,57                         |
|                                    |                                                       |                                    |                              |                              |
| Iscritti                           | Iscritti                                              | Iscritti                           | 103 471                      | 100,00                       |
| ↳ Votanti (% su iscritti)          | ↳ Votanti (% su iscritti)                             | ↳ Votanti (% su iscritti)          | 39 371                       | 38,05                        |
| ↳ Voti validi (% su votanti)       | ↳ Voti validi (% su votanti)                          | ↳ Voti validi (% su votanti)       | 38 557                       | 97,93                        |
| ↳ Schede non valide (% su votanti) | ↳ Schede non valide (% su votanti)                    | ↳ Schede non valide (% su votanti) | 814                          | 2,07                         |
| ↳ Astenuti (% su iscritti)         | ↳ Astenuti (% su iscritti)                            | ↳ Astenuti (% su iscritti)         | 64 100                       | 61,95                        |
|                                    |                                                       |                                    |                              |                              |
|                                    | Esito: collegio passa da Casa delle Libertà a L'Ulivo |                                    |                              |                              |

### Collegio Emilia-Romagna - 30
Le elezioni politiche suppletive nel collegio elettorale di Fidenza si sono tenute il 24 e 25 ottobre 2004 per eleggere un deputato per il seggio lasciato vacante da Pier Luigi Bersani (DS), dimessosi il 19 luglio 2004 dopo essere stato eletto europarlamentare. Il collegio è formato da 22 comuni: Bardi, Bore, Busseto, Colorno, Fidenza, Fontanellato, Fontevivo, Medesano, Mezzani, Noceto, Pellegrino Parmense, Polesine Parmense, Roccabianca, Salsomaggiore Terme, San Secondo Parmense, Sissa, Soragna, Sorbolo, Torrile, Trecasali, Varano de' Melegari e Varsi.
| Partito                            | Partito                              | Candidato                          | Risultati 24-25 ottobre 2004 | Risultati 24-25 ottobre 2004 |
| Partito                            | Partito                              | Candidato                          | Voti                         | %                            |
| ---------------------------------- | ------------------------------------ | ---------------------------------- | ---------------------------- | ---------------------------- |
|                                    | L'Ulivo                              | Massimo Tedeschi                   | 36 415                       | 59,94                        |
|                                    | Casa delle Libertà                   | Luigi Villani                      | 24 339                       | 40,06                        |
|                                    |                                      |                                    |                              |                              |
| Iscritti                           | Iscritti                             | Iscritti                           | 119 303                      | 100,00                       |
| ↳ Votanti (% su iscritti)          | ↳ Votanti (% su iscritti)            | ↳ Votanti (% su iscritti)          | 62 037                       | 52,00                        |
| ↳ Voti validi (% su votanti)       | ↳ Voti validi (% su votanti)         | ↳ Voti validi (% su votanti)       | 60 754                       | 97,93                        |
| ↳ Schede non valide (% su votanti) | ↳ Schede non valide (% su votanti)   | ↳ Schede non valide (% su votanti) | 1 283                        | 2,07                         |
| ↳ Astenuti (% su iscritti)         | ↳ Astenuti (% su iscritti)           | ↳ Astenuti (% su iscritti)         | 57 266                       | 48,00                        |
|                                    |                                      |                                    |                              |                              |
|                                    | Esito: collegio confermato a L'Ulivo |                                    |                              |                              |

Fonte:

### Collegio Toscana - 4
Le elezioni politiche suppletive nel collegio elettorale di Scandicci si sono tenute il 24 e 25 ottobre 2004 per eleggere un deputato per il seggio lasciato vacante da Lapo Pistelli (DL), dimessosi il 19 luglio 2004 dopo essere stato eletto europarlamentare. Il collegio è formato da 6 comuni: Capraia e Limite, Lastra a Signa, Montelupo Fiorentino, Scandicci, Signa e Vinci.
| Partito                            | Partito                              | Candidato                          | Risultati 24-25 ottobre 2004 | Risultati 24-25 ottobre 2004 |
| Partito                            | Partito                              | Candidato                          | Voti                         | %                            |
| ---------------------------------- | ------------------------------------ | ---------------------------------- | ---------------------------- | ---------------------------- |
|                                    | L'Ulivo                              | Antonello Giacomelli               | 27 066                       | 83,25                        |
|                                    | Casa delle Libertà                   | Giuseppe Calderisi                 | 5 446                        | 16,75                        |
|                                    |                                      |                                    |                              |                              |
| Iscritti                           | Iscritti                             | Iscritti                           | 96 365                       | 100,00                       |
| ↳ Votanti (% su iscritti)          | ↳ Votanti (% su iscritti)            | ↳ Votanti (% su iscritti)          | 33 233                       | 34,49                        |
| ↳ Voti validi (% su votanti)       | ↳ Voti validi (% su votanti)         | ↳ Voti validi (% su votanti)       | 32 512                       | 97,83                        |
| ↳ Schede non valide (% su votanti) | ↳ Schede non valide (% su votanti)   | ↳ Schede non valide (% su votanti) | 721                          | 2,17                         |
| ↳ Astenuti (% su iscritti)         | ↳ Astenuti (% su iscritti)           | ↳ Astenuti (% su iscritti)         | 63 132                       | 65,51                        |
|                                    |                                      |                                    |                              |                              |
|                                    | Esito: collegio confermato a L'Ulivo |                                    |                              |                              |

### Collegio Toscana - 6
Le elezioni politiche suppletive nel collegio elettorale di Firenze - Pontassieve si sono tenute il 24 e 25 ottobre 2004 per eleggere un deputato per il seggio lasciato vacante da Marco Rizzo (PdCI), dimessosi il 19 luglio 2004 dopo essere stato eletto europarlamentare. Il collegio comprendeva i seguenti comuni: Borgo San Lorenzo, Dicomano, Fiesole, parte del comune di Firenze, Firenzuola, Londa, Marradi, Palazzuolo sul Senio, Pelago, Pontassieve, Rufina, San Godenzo, San Piero a Sieve, Scarperia e Vicchio
| Partito                            | Partito                              | Candidato                          | Risultati 24-25 ottobre 2004 | Risultati 24-25 ottobre 2004 |
| Partito                            | Partito                              | Candidato                          | Voti                         | %                            |
| ---------------------------------- | ------------------------------------ | ---------------------------------- | ---------------------------- | ---------------------------- |
|                                    | L'Ulivo                              | Severino Galante                   | 29 654                       | 81,49                        |
|                                    | Casa delle Libertà                   | Simone Enrico Gnaga                | 6 734                        | 18,51                        |
|                                    |                                      |                                    |                              |                              |
| Iscritti                           | Iscritti                             | Iscritti                           | 104 263                      | 100,00                       |
| ↳ Votanti (% su iscritti)          | ↳ Votanti (% su iscritti)            | ↳ Votanti (% su iscritti)          | 37 778                       | 36,23                        |
| ↳ Voti validi (% su votanti)       | ↳ Voti validi (% su votanti)         | ↳ Voti validi (% su votanti)       | 36 388                       | 96,32                        |
| ↳ Schede non valide (% su votanti) | ↳ Schede non valide (% su votanti)   | ↳ Schede non valide (% su votanti) | 1 390                        | 3,68                         |
| ↳ Astenuti (% su iscritti)         | ↳ Astenuti (% su iscritti)           | ↳ Astenuti (% su iscritti)         | 66 485                       | 63,77                        |
|                                    |                                      |                                    |                              |                              |
|                                    | Esito: collegio confermato a L'Ulivo |                                    |                              |                              |

### Collegio Campania 1 - 1
Le elezioni politiche suppletive nel collegio elettorale di Napoli - Ischia si sono tenute il 24 e 25 ottobre 2004 per eleggere un deputato per il seggio lasciato vacante da Alessandra Mussolini (LdA), dimessasi il 19 luglio 2004 dopo essere stata eletta europarlamentare. Il collegio è formato da 7 comuni: Barano d'Ischia, Casamicciola Terme, Forio, Ischia, Lacco Ameno, parte del comune di Napoli (S. Ferdinando, San Giuseppe, Montecalvario, Mercato, Pendino e Porto) e Serrara Fontana.
| Partito                            | Partito                                                | Candidato                          | Risultati 24-25 ottobre 2004 | Risultati 24-25 ottobre 2004 |
| Partito                            | Partito                                                | Candidato                          | Voti                         | %                            |
| ---------------------------------- | ------------------------------------------------------ | ---------------------------------- | ---------------------------- | ---------------------------- |
|                                    | L'Ulivo                                                | Sergio D'Antoni                    | 13 399                       | 41,31                        |
|                                    | Casa delle Libertà                                     | Amedeo Laboccetta                  | 12 421                       | 38,30                        |
|                                    | Alternativa Sociale                                    | Luciano Venia                      | 2 938                        | 9,06                         |
|                                    | Partito Comunista Italiano Marxista-Leninista          | Domenico Savio                     | 2 244                        | 6,92                         |
|                                    | Nuovo PSI                                              | Gennaro Salvatore                  | 988                          | 3,05                         |
|                                    | Movimento Idea Sociale                                 | Mario Isernia                      | 444                          | 1,37                         |
|                                    |                                                        |                                    |                              |                              |
| Iscritti                           | Iscritti                                               | Iscritti                           | 116 798                      | 100,00                       |
| ↳ Votanti (% su iscritti)          | ↳ Votanti (% su iscritti)                              | ↳ Votanti (% su iscritti)          | 37 778                       | 32,34                        |
| ↳ Voti validi (% su votanti)       | ↳ Voti validi (% su votanti)                           | ↳ Voti validi (% su votanti)       | 32 434                       | 85,85                        |
| ↳ Schede non valide (% su votanti) | ↳ Schede non valide (% su votanti)                     | ↳ Schede non valide (% su votanti) | 5 344                        | 14,15                        |
| ↳ Astenuti (% su iscritti)         | ↳ Astenuti (% su iscritti)                             | ↳ Astenuti (% su iscritti)         | 79 020                       | 67,66                        |
|                                    |                                                        |                                    |                              |                              |
|                                    | Esito: collegio passa da Alternativa Sociale a L'Ulivo |                                    |                              |                              |

### Collegio Puglia - 11
Le elezioni politiche suppletive nel collegio elettorale di Casarano si sono tenute il 24 e 25 ottobre 2004 per eleggere un deputato per il seggio lasciato vacante da Massimo D'Alema (Democratici di Sinistra), dimessosi il 19 luglio 2004 dopo essere stato eletto europarlamentare. Il collegio è formato da 11 comuni: Alezio, Alliste, Casarano, Gallipoli, Matino, Melissano, Parabita, Racale, Supersano, Taviano e Tuglie.
| Partito                            | Partito                              | Candidato                          | Risultati 24-25 ottobre 2004 | Risultati 24-25 ottobre 2004 |
| Partito                            | Partito                              | Candidato                          | Voti                         | %                            |
| ---------------------------------- | ------------------------------------ | ---------------------------------- | ---------------------------- | ---------------------------- |
|                                    | L'Ulivo                              | Lorenzo Emilio Ria                 | 30 537                       | 59,84                        |
|                                    | Casa delle Libertà                   | Vincenzo Barba                     | 20 490                       | 40,16                        |
|                                    |                                      |                                    |                              |                              |
| Iscritti                           | Iscritti                             | Iscritti                           | 104 181                      | 100,00                       |
| ↳ Votanti (% su iscritti)          | ↳ Votanti (% su iscritti)            | ↳ Votanti (% su iscritti)          | 53 529                       | 51,38                        |
| ↳ Voti validi (% su votanti)       | ↳ Voti validi (% su votanti)         | ↳ Voti validi (% su votanti)       | 51 027                       | 95,33                        |
| ↳ Schede non valide (% su votanti) | ↳ Schede non valide (% su votanti)   | ↳ Schede non valide (% su votanti) | 2 502                        | 4,67                         |
| ↳ Astenuti (% su iscritti)         | ↳ Astenuti (% su iscritti)           | ↳ Astenuti (% su iscritti)         | 50 652                       | 48,62                        |
|                                    |                                      |                                    |                              |                              |
|                                    | Esito: collegio confermato a L'Ulivo |                                    |                              |                              |

## Riepilogo
| Data          | Camera              | Circoscrizione | Collegio                  | Partito | Partito | Parlamentare uscente | Partito | Partito     | Parlamentare eletto  |
| ------------- | ------------------- | -------------- | ------------------------- | ------- | ------- | -------------------- | ------- | ----------- | -------------------- |
| 24-25 ottobre | Camera dei Deputati | Lombardia 1    | 3 (Milano 3)              |         | LN      | Umberto Bossi        |         | DL          | Roberto Zaccaria     |
| 24-25 ottobre | Camera dei Deputati | Liguria        | 10 (Genova - Nervi)       |         | UDC     | Gianfranco Cozzi     |         | Ind. di csx | Stefano Zara         |
| 24-25 ottobre | Camera dei Deputati | Emilia-Romagna | 30 (Fidenza)              |         | DS      | Pier Luigi Bersani   |         | DS          | Massimo Tedeschi     |
| 24-25 ottobre | Camera dei Deputati | Toscana        | 4 (Scandicci)             |         | DL      | Lapo Pistelli        |         | DL          | Antonello Giacomelli |
| 24-25 ottobre | Camera dei Deputati | Toscana        | 6 (Firenze - Pontassieve) |         | PdCI    | Marco Rizzo          |         | PdCI        | Severino Galante     |
| 24-25 ottobre | Camera dei Deputati | Campania 1     | 1 (Napoli - Ischia)       |         | LdA     | Alessandra Mussolini |         | DL          | Sergio D'Antoni      |
| 24-25 ottobre | Camera dei Deputati | Puglia         | 11 (Casarano)             |         | DS      | Massimo D'Alema      |         | DL          | Lorenzo Emilio Ria   |